# Louis Nicolas Davout
Louis Nicolas d'Avout, thường được biết tới với tên Davout, được mệnh danh là Chim đại bàng đầu hói (sinh ngày 10 tháng 5 năm 1770, mất ngày 1 tháng 6 năm 1823), Công tước xứ Auerstaedt (Duc d'Auerstaedt), Hoàng tử Eckmühl (prince d'Eckmühl), là một thống chế của Hoàng đế Napoléon I và được coi là một trong những tướng lĩnh xuất sắc nhất trong lịch sử quân sự Pháp. Trong các trận đánh Austerlitz đến Borodino, Davout đều đóng vai trò quyết định trong quân đội của Napoleon. Trận phòng thủ Hamburg của ông giữa các năm 1813 - 1814 được coi là một kiệt tác. Davout được xem là một vị thống soái quả cảm, thông minh và giỏi binh thư. Nổi tiếng là một thống chế tài năng trên chiến trường và luôn cực kì nghiêm khắc trong quân ngũ, đối phương thường gọi Davout là "Thống chế thép" (The Iron Marshal). Trong khi binh tướng dưới quyền luôn tuân phục, e sợ và kính nể ông, lực lượng của ông là đội quân được chăm lo chu đáo nhất, có kỷ cương tốt nhất trong Đại quân của Hoàng đế Napoléon I.

## Tiểu sử
Nicolas Davout sinh năm 1770 tại Annoux thuộc vùng Bourgogne-Franche-Comté Đông Bắc nước Pháp. Ngay từ khi còn là học sinh, ông đã xác định thiên hướng theo nghề quân sự khi vào học tại Trường quân sự hoàng gia Auxerre (École royale militaire d'Auxerre) và sau đó là Trường quân sự hoàng gia Paris (École royale militaire de Paris), nơi Napoléon Bonaparte cũng nhập học một năm trước đó. Năm 1788, Davout tốt nghiệp và trở thành hạ sĩ quan trong trung đoàn kỵ binh tinh nhuệ hoàng gia (Royal-Champagne Cavalerie).

## Sự nghiệp

### Thời kì Cách mạng Pháp
Vài năm sau, Davout đã được thăng đến chức Tiểu đoàn trưởng (chef de bataillon - tương đương Thiếu tá) của trung đoàn tình nguyện số 3 Yonne, trực thuộc quân đoàn phía Bắc (Armée du Nord) do Dumouriez chỉ huy. Tiếp đó, ông tiếp tục được thăng hàm Chuẩn tướng (général de brigade) và chiến đấu trong quân đội Pháp ở vùng Moselle, sông Rhine từ năm 1793 đến năm 1795, tại mặt trận này Davout đã nổi tiếng vì lòng dũng cảm và sự táo bạo trong chỉ huy chiến đấu.
Nicolas Davout thực sự trở thành một vị tướng nổi tiếng trong Trận Neerwinden. Ông được tướng Moreau và giao cho những nhiệm vụ quan trọng, đặc biệt là trong chiến dịch vượt sông Rhine ngày 20 tháng 4 năm 1797.

### Chiến dịch Ai Cập
Trong Chiến dịch Ai Cập, Davout chiến đấu bên cạnh tướng Desaix, một người bạn cùng quân ngũ hiếm hoi của ông, trong cuộc chinh phạt Ai Cập của Napoléon Bonaparte. Davout đã đóng góp lớn vào chiến thắng của quân Pháp tại Trận Aboukir, 1799. Sau trận này, Tư lệnh quân Pháp giao cho tướng Lannes nhiệm vụ hạ pháo đài Aboukir. Bị thương trong chiến đấu, Lannes đã phải giao lại quyền chỉ huy cho Menou và Menou đã giao cho Davout nhiệm vụ chỉ huy lực lượng chủ chốt tấn công pháo đài. Ngày 2 tháng 8 năm 1798, quân Pháp do Davout chỉ huy đã buộc lực lượng đồn trú trong pháo đài phải đầu hàng.
Sau khi trở về Pháp, Davout tiếp tục đóng góp vào chiến thắng của quân Pháp tại Trận Marengo, không lâu sau ông được thăng hàm Thiếu tướng (général de division) năm 1801. Sau đó Davout làm đám cưới với cô Aimée Leclerc, em dâu của Pauline Bonaparte, tức là cũng trở thành họ hàng của vị Đệ nhất Tổng tài (Premier Consul) Napoléon Bonaparte. Tin tưởng vào khả năng của Davout, Napoléon đã giao cho ông nhiệm vụ Tư lệnh lực lượng tinh nhuệ hộ vệ tổng tài, và Davout trở thành một trong những thống chế của Napoléon I ngay trong lần phong cấp đầu tiên năm 1804.

### Tư lệnh Quân đoàn III

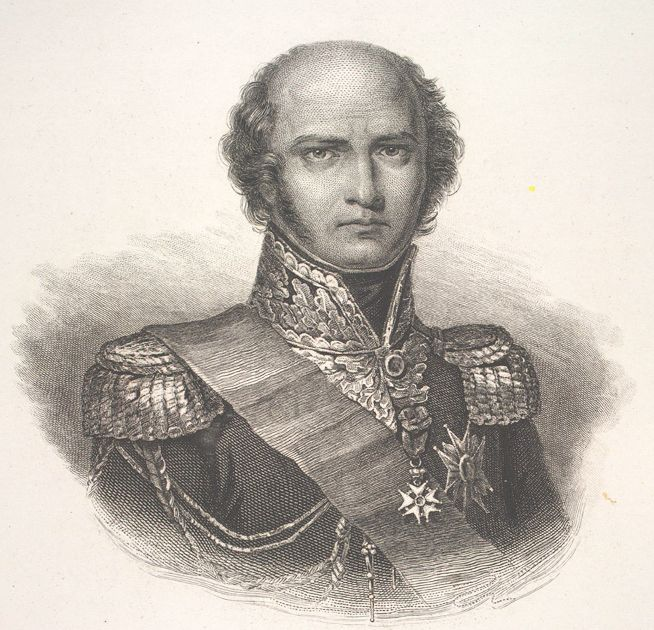
Chân dung Davout do Amédée Maulet vẽ

Năm 1805, Nicolas Davout được cử làm Tư lệnh Quân đoàn III của Đại quân Napoléon (La Grande Armée) và trong cương vị này Davout đã liên tục giành những chiến thắng quan trọng và đứng vào hàng ngũ những thống chế xuất sắc nhất của Napoléon I.
Lực lượng của Davout đã tham chiến trong hai chiến dịch quan trọng, đó là Trận Ulm và Trận Austerlitz vào năm 1805. Tại Austerlitz, sau một trận giao chiến kịch liệt kéo dài hai ngày, Quân đoàn III của Davout đã phá tan lực lượng chính trong cuộc tấn công của phe đồng minh.
Ngày 14 tháng 10 năm 1806, tại Auerstädt, một mình Quân đoàn III do Davout chỉ huy đã đánh bại lực lượng chính quy của Vương quốc Phổ có quân số gấp hơn hai lần (63.000 quân so với 28.000 quân Pháp của Davout) và do đích thân vua nước Phổ Friedrich Wilhelm III chỉ huy. Tài năng của Davout trong chiến thắng này càng nổi bật hơn khi biết rằng thống chế Bernadotte đã từ chối dùng lực lượng của mình để giúp đỡ Quân đoàn III của Davout trong trận đánh. Cùng chiến thắng tại Trận Jena diễn ra cùng ngày do Napoléon chỉ huy đã đập tan khối liên minh chống Pháp lần thứ 4. Nhà sử học François-Guy Hourtoulle đã viết: "Tại Jena, Napoléon đã chiến thắng trong một trận đánh ông không thể thua. Còn tại Auerstädt, Davout đã thắng lợi trong một trận đánh ông không thể thắng". Quân đoàn III của Davout đã trở thành đơn vị Pháp đầu tiên tiến vào kinh thành Berlin sau chiến thắng tại Auerstädt. 

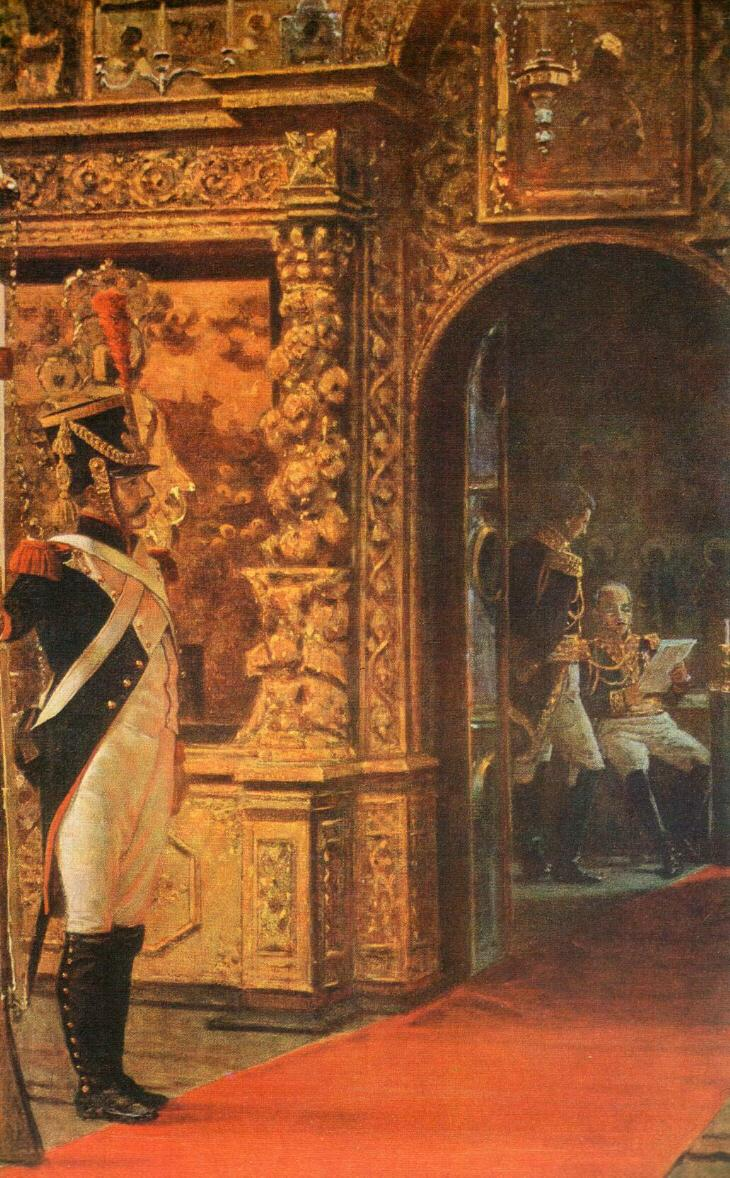
Davout tại Tu viện Chudov trong Điện Kremlin, tranh của Vasili Vereshchagin

Davout tiếp tục chứng tỏ tài năng chỉ huy tại Eylau và Friedland. Năm 1807, sau Hiệp ước Tilsit, Napoléon cử Davout làm Đại công tước Warszawa (grand duché de Varsovie) và một năm sau kiêm luôn chức Công tước xứ Auerstädt (duc d'Auerstaedt). Trong những chiến dịch của Napoléon năm 1809, Quân đoàn III của Davout lại đóng góp quan trọng trong Trận Eckmühl và Trận Wagram. Sau Trận Wagram, để tưởng thưởng cho thành tích chỉ huy xuất sắc, Napoléon đã phong cho Davout danh hiệu Hoàng tử Eckmühl (prince d'Eckmühl). Vị hoàng đế cũng tin tưởng giao cho Davout nhiệm vụ tổ chức Quân đoàn quan sát tại Sông Elbe, thực chất chính là lực lượng chính trong cuộc tấn công nước Nga năm 1812 của Napoléon.

### Tấn công nước Nga
Trong cuộc tấn công nước Nga năm 1812, Davout là Tư lệnh Quân đoàn I với hơn 70.000 lính, đơn vị này đã đánh bại người Nga tại Trận Mohilev trước khi nhập vào lực lượng chủ lực của Napoléon tiến về Moskva. Tiếp đó tại Smolensk, Davout lại phải vĩnh biệt một vị tướng dưới quyền thân tín là Gudin. Tại Trận Borodino (tiếng Pháp: Moskowa), con ngựa do Davout cưỡi đã bị giết chết ngay trên chiến trường.
Khi quân Pháp tháo chạy khỏi Moskva, quân đội Nga chiến thắng tiến hành truy kích. Vào ngày 3 tháng 11 năm 1812, họ tấn công mãnh liệt vào quân đoàn của Davout trong trận Vyazma. Các binh đoàn Pháp khác kéo nhau đến cứu Davout, nhưng bị lâm vào một trận đánh khốc liệt. Cuối cùng, Davout đại bại tơi bời, phải tháo chạy toán loạn. Davout đã cùng thống chế Michel Ney đảm bảo cho Napoléon rút về Tây Âu an toàn mà không rơi vào tay người Nga. Năm 1813, Davout nhận nhiệm vụ chỉ huy quân Pháp bảo vệ Hamburg, một thành phố có hệ thống phòng thủ nghèo nàn và tạm bợ chống lại cuộc bao vây của 80.000 quân đồng minh Nga, Phổ và Thụy Điển. Đơn vị của Davout chỉ đầu hàng khi có lệnh trực tiếp của vị vua mới của Pháp Louis XVIII, người lên ngôi sau khi Napoléon buộc phải thoái vị tháng 4 năm 1814.

### Vương triều 100 ngày
Sau khi trở về từ đảo Elba, Napoléon đã phong Davout làm Bộ trưởng Bộ Chiến tranh Pháp. Chỉ trong vòng ba tháng của năm 1815, Davout đã tái cơ cấu và tổ chức lại quân đội Pháp. Cũng chính vì khả năng và vị trí trọng yếu mà Davout nắm giữ, ông không theo Napoléon tham chiến trong Trận Waterloo mà ở lại Paris để duy trì tình hình ổn định và bảo vệ toàn bộ đế quốc Pháp.
Với thất bại cuối cùng của Napoléon ở Waterloo, ngày 3 tháng 7 năm 1815, Davout ký với Saint-Cloud thỏa ước về việc rút quân Pháp về phía sau sông Loire. Ngày mùng 6, vị thống chế dẫn đầu đội quân rút khỏi Paris, trước khi ra đi, ông còn cho dự trữ 50 triệu khẩu súng trường tại pháo đài Vincennes và ra lệnh những người bảo vệ pháo đài này bằng mọi giá không được để nó rơi vào tay người nước ngoài. 

Mộ thống chế Davout tại Nghĩa trang Père-Lachaise

### Sự nghiệp hậu Napoléon
Không còn nắm giữ binh quyền sau khi Vương triều Bourbon trở lại, Davout vẫn cố gắng bảo vệ thống chế Ney khi ông này bị đưa ra tòa kết tội phản quốc. Tuy vậy Davout không thành công và Ney bị kết án tử hình.
Sau khi bị tước hết mọi chức vụ, thậm chí còn bị tháo chân dung khỏi phòng các thống chế tại Điện Tuileries, Davout được vua Louis XVIII phục chức năm 1818. Trong 2 năm 1822 và 1823, Davout được bầu làm thị trưởng Savigny-sur-Orge, nơi con trai ông cũng sẽ làm thị trưởng từ năm 1843 đến năm 1846.
Nicolas Davout mất ngày 1 tháng 6 năm 1823 vì bệnh lao phổi. Ông được chôn cất tại Nghĩa trang Père-Lachaise ở Paris, bên cạnh rất nhiều thống chế đồng ngũ.

## Nhận xét
Davout là một trong những thống chế tuyệt đối trung thành với Napoléon và cũng được coi là một trong những tướng lĩnh có khả năng nhất của vị hoàng đế. Napoléon đã nhận xét về Davout như sau: "Ta tin rằng Davout yêu quý ta, nhưng thực ra ông ấy chỉ yêu quý đất nước Pháp" ("je croyais qu’il m’aimait, mais il n’aimait que la France"). Hoàng đế cũng khen ngợi ông có hai phẩm chất tuyệt hảo nhất của một chiến binh: lòng kiên cường và qua cảm. Không những thế, ông còn là một người hết sức am hiểu và lý luận tốt về binh thư, chịu ảnh hưởng bởi danh tướng Pháp Jean Charles, Chevalier Folard, cũng như các vua Gustav II Adolf và Karl XII nước Thụy Điển.
Davout được coi là một vị tướng có kỉ luật thép, luôn yêu cầu binh sĩ dưới quyền tuân thủ tuyệt đối mệnh lệnh do ông đưa ra, vì vậy Quân đoàn III, và sau đó là Quân đoàn I do Davout chỉ huy luôn thực hiện nhiệm vụ trên chiến trường với độ tin cậy và chính xác vượt trội so với các đơn vị khác của Đại quân (La Grande Armée). Ví dụ điển hình là việc Davout cấm tuyệt đối binh sĩ cướp bóc các làng mạc của đối phương, thậm chí xử tử hình những người vi phạm. Không chỉ là vị chỉ huy cứng rắn và khắt khe với binh sĩ, ngay cả với các tướng lĩnh đồng ngũ, Davout cũng có vẻ lạnh lùng và xa cách với các thống chế khác, vì vậy tuy rất được kính trọng vì tài năng, ông lại không phải là vị tướng được nhiều người yêu quý. Ngay trong hàng ngũ các thống chế cũng có nhiều người mâu thuẫn với Davout, có thể kể tới Bernadotte, Murat (người đã va chạm nhiều lần với Davout trong cuộc tấn công nước Nga năm 1812), hay Nam tước Thiebault (người chỉ trích Davout dữ dội trong cuốn hồi ký của mình). Những vị tướng có quan hệ tốt với Davout khá ít ỏi, đó là thống chế Ney, Nicolas Charles Oudinot và Laurent Gouvion Saint-Cyr.